# Lemmings Paintball
Lemmings Paintball ist ein Actionspiel von Visual Sciences. Das Spiel erschien am 31. Mai 1996 für Microsoft Windows. Lemmings Paintball war während der Entwicklung als Lemmings Play Paintball bekannt. Es ist ein Teil der Lemmings-Reihe.

## Spielprinzip
Im Gegensatz zu den meisten Lemmings-Spielen wird keine seitlich scrollende Perspektive verwendet, sondern eine isometrische Ansicht der Level. Das Gameplay unterscheidet sich auch stark von anderen Lemmings-Spielen und konzentriert sich darauf, Feinde mit Farbe aus einer Waffe zu bespritzen. Die Levels enthalten verschiedene Rätsel, darunter bewegliche Plattformen, Lemming-Katapulte und Trampoline.

## Reception
Lemmings Paintball erhielt durchschnittliche Kritiken. Next Generation gab dem Spiel 3 von 5 Punkten. Tim Soete von GameSpot lobte die Strategie des Spiels, den vernetzten Multiplayer, den Soundtrack, die Einbindung zweier älterer Lemmings-Spiele als Bonus, die Grafik und die Herausforderung kritisierte jedoch die  frustrierend ungenaue Perspektive des Spiels.